# Novolipetsk Steel
Novolipetsk Steel è una delle 4 più grandi compagnie russe produttrici di acciaio, nel 2006 il suo fatturato ha superato i 6 miliardi di dollari americani, la società è gestita da Vladimir Lisin che ne è anche il principale azionista. Il quale è anche, secondo la rivista di economia americana Forbes, il 36º uomo più ricco del mondo con un patrimonio stimato in 14,3 miliardi di dollari americani e il terzo uomo più ricco di Russia.
Il quartier generale dell'azienda è a Lipeck, una città a circa 500 km a sud-est di Mosca, e si estende su una superficie di 27 km quadrati.

## Storia
L'area di Lipeck è da sempre ricca di minerali ferrosi, infatti già nel 1702 Pietro il Grande ordinò la costruzione di una grande fonderia nella zona.
Nel 1931 la Novolipetsk Ferro e Acciaio costruì uno stabilimento in questa zona e nel corso dei decenni lo stabilimento prosperò per produttività e produzione, nel 1992 l'azienda divenne una società per azioni e nel 1993 dopo la fine dell'Unione Sovietica iniziò il processo di privatizzazione con la distribuzione di azioni ai dipendenti della compagnia, nel 1998 Vladimir Lisin divenne il presidente e il maggior azionista.

### Acquisizioni
- OJSC Dolomite, estrazione e lavorazione di dolomite, nel 1997.
- OJSC Stagdok, estrazione e lavorazione di calcare, nel 1999.
- OJSC Stoilensky GOK, fonte addizionale di minerali ferrosi, nel 2004 (97%).
- OJSC TMTP, opera sul Mar Nero al porto di Tuapse, nel 2004.
- DanSteel A/S, nel 2006.
- OJSC Altai-koks nel 2006.
- VIZ Stal, nel 2006.